# 中津川市立坂本小学校
中津川市立坂本小学校（なかつがわしりつ さかもとしょうがっこう）は、岐阜県中津川市にある公立小学校。
| 在校生(令和5年度) |
| ----------------- |

- 1年生：116人
- 2年生：108人
- 3年生：118人
- 4年生：123人
- 5年生：109人
- 6年生：119人

## 就学区域
- 坂本地区
  - 千旦林、茄子川[1]

## 校歌
古山新資 作詞、小木田薫 作曲

## 沿革
- 1873年（明治6年） - 千旦林村に松風舎、茄子川村に道生舎が開校する。
- 1875年（明治8年） - 松風舎が松風義校、道生舎が省慎義校に、それぞれ改称する。
- 1879年（明治12年） - 松風義校が千旦林学校、省慎義校が茄子川学校に、それぞれ改称する。
- 1886年（明治19年） - 千旦林学校が千旦林簡易科小学校、茄子川学校が茄子川簡易科小学校に、それぞれ改称する。
- 1897年（明治30年）4月1日 - 千旦林村と茄子川村が合併し、坂本村が発足。
- 1901年（明治34年） - 千旦林簡易科小学校が千旦林尋常高等小学校、茄子川簡易科小学校が茄子川尋常高等小学校に、それぞれ改称する。
- 1908年（明治41年） - 千旦林尋常高等小学校と茄子川尋常高等小学校を統合し、坂本尋常高等小学校となる。
- 1941年（昭和16年） - 坂本国民学校に改称する。
- 1947年（昭和22年） - 坂本村立坂本小学校に改称する。
- 1954年（昭和29年）7月10日 - 坂本村が中津川市に編入される。同時に中津川市立坂本小学校に改称する。

## 周囲の公共施設
- 美乃坂本駅(290m先)

なお、学校の近くには岐阜県道410号苗木恵那線を挟んで坂本郵便局があったが（岐阜県中津川市千旦林1467-2）、リニア岐阜県駅周辺土地区画整理事業に伴い、2024年6月24日にJR中央線美乃坂本駅の北側（岐阜県中津川市千旦林1407-4 26街区5）に移転した。